# Lungani (okręg Jassy)
Lungani – wieś w Rumunii, w okręgu Jassy, w gminie Lungani. W 2011 roku liczyła 1034 mieszkańców.